# Campionat d'Espanya de trial 2021
La temporada de 2021 del Campionat d'Espanya de trial fou la 54a edició d'aquest campionat, organitzat per la Reial Federació Motociclista Espanyola. El calendari oficial constava de 6 proves puntuables, celebrades entre el 18 d'abril i el 14 de novembre. 2 de les proves programades es disputaren als Països Catalans: Olvan (24 d'octubre) i Aitona (la darrera, el 14 de novembre).

## Classificació final
| Posició | Pilot            | Motocicleta | Punts |
| ------- | ---------------- | ----------- | ----- |
| 1       | Jaime Busto      | Vertigo     | 111   |
| 2       | Miquel Gelabert  | Gas Gas     | 96    |
| 3       | Gabriel Marcelli | Montesa     | 95    |
| 4       | Adam Raga        | TRRS        | 88    |
| 5       | Aniol Gelabert   | Beta        | 62    |
| 6       | Gerard Trueba    | Beta        | 51    |
| 7       | Pablo Suárez     | Montesa     | 49    |
| 8       | Jorge Casales    | Gas Gas     | 31    |
| 9       | Arnau Farré      | ?           | 11    |

## Categories inferiors

### TR2
| Posició | Pilot        | Motocicleta | Punts |
| ------- | ------------ | ----------- | ----- |
| 1       | Àlex Canales | Sherco      | 112   |
| 2       | Èric Miguel  | TRRS        | 100   |
| 3       | Pau Martínez | Vertigo     | 79    |

### TR3
| Posició | Pilot           | Motocicleta | Punts |
| ------- | --------------- | ----------- | ----- |
| 1       | Sergio Moreno   | Gas Gas     | 94    |
| 2       | Jordi Sanjuan   | Sherco      | 86    |
| 3       | Joaquín Salcedo | Gas Gas     | 82    |

### Altres
| Categoria  | Guanyador          | Motocicleta |
| ---------- | ------------------ | ----------- |
| TR4        | Héctor Gairín      | TRRS        |
| Veterans A | Eduardo Alvarez    | TRRS        |
| Veterans B | Juan Carlos Maurer | Gas Gas     |
| Júnior     | David Fabián       | Beta        |
| Cadet 125  | Nil Riera          | Vertigo     |
| Cadet      | Jorge Redondo      | Sherco      |
| Juvenil A  | Marcos Combarro    | Gas Gas     |
| Juvenil B  | Javier Terrín      | Gas Gas     |

## Classificació per marques
| Posició | Marca       | Punts |
| ------- | ----------- | ----- |
| 1       | Gas Gas     | 243   |
| 2       | Sherco      | 190   |
| 3       | TRRS        | 182   |
| 4       | Vertigo     | 181   |
| 5       | Beta Trueba | 164   |
| 6       | Montesa     | 50    |